# Уайсмен, Грегори Рид
Гре́гори Рид Уа́йсмен (англ. Gregory Reid Wiseman; род. 11 ноября 1975, Балтимор, штат Мэриленд, США) — американский астронавт, инженер, лётчик-испытатель военно-морской авиации. 337-й астронавт НАСА и 538 космонавт мира. В качестве бортинженера совершил космический полёт на транспортном пилотируемом корабле «Союз ТМА-13M» в мае — ноябре 2014 года к Международной космической станции. Участник основных космических экспедиций МКС-40/МКС-41. Продолжительность полёта составила 165 суток 8 часов 1 минуту 9 секунд. Выполнил два выхода в открытый космос суммарной продолжительностью 12 часов 47 минут. В апреле 2023 года включен в состав экипажа миссии «Artemis 2» для полёта на Луну в конце 2024 года.

## Биография
Грегори Рейд Уайсмен (встречается как Рид Вайзман) родился 11 ноября 1975 года в Балтиморе, штат Мэриленд, Соединённые штаты Америки, в семье Билла и Джуди Уайсмен. В 1993 году окончил среднюю школу Далейни (англ. Dulaney High School) в пригороде Тимониуме (штат Мэриленд) и поступил в Политехнический институт Ренсселера в городе Трой (штат Нью-Йорк), который окончил в 1997 году и получил степень бакалавра в области компьютерных и инженерных систем. В 2006 году окончил Университет Джонса Хопкинса, получил степень магистра наук по системотехнике.

### Служба в Военно-морских силах США
В 1997 году Уайсмен прошёл обучение в службе вневойсковой подготовки Корпуса подготовки офицеров запаса и был направлен для прохождения службы в Военно-морские силы США лётчиком морской авиации в Пенсаколу (штат Флорида). В 1999 году получил квалификацию лётчика ВМС, прошёл обучение пилотированию самолёта F-14 в 101-й истребительной эскадрильи на базе ВМС Океания, штат Вирджиния. По окончании обучения Уайсмен получил назначение в 31-ю истребительную эскадрилью на той же базе и дважды участвовал в боевых операциях на Ближнем Востоке. Осуществлял поддержку операций «Южная вахта» и «Несокрушимая свобода», а также военных действий НАТО в Ираке.
В 2003 году Уайсмен прошел отбор в школу летчиков-испытателей ВМС США. В июне 2004 года, после окончания школы, получил назначение в качестве лётчика-испытателя и офицера испытательной эскадрильи VX-23 авиастанции ВМС «Патаксент Ривер» (англ. Patuxent River), штат Мэриленд. Принимал участие в лётных испытаниях самолётов F-35, F-18 и Boeing T-45 Goshawk. В качестве офицера по операциям ударных сил служил в 17-м авиакрыле самолетов палубной авиации, где принял участие в передислокации в район Южной Америки. Затем был направлен на базу ВМС «Океания» начальником службы в 103-й истребительно-штурмовой авиаэскадрильи, базирующейся на авианосце «Дуайт Эйзенхауэр», летал на истребителе-бомбардировщике FA-18F Super Hornet.
В 2008 году Уайсмену было присвоено звание лейтенант ВМС США, в 2009 году лейтенант-коммандер.

## Космическая подготовка
В 2003 году командованием ВМС США был включен в число кандидатов 19-го набора астронавтов НАСА, однако на обследование и собеседование в Космический центр имени Линдона Джонсона не вызывался.

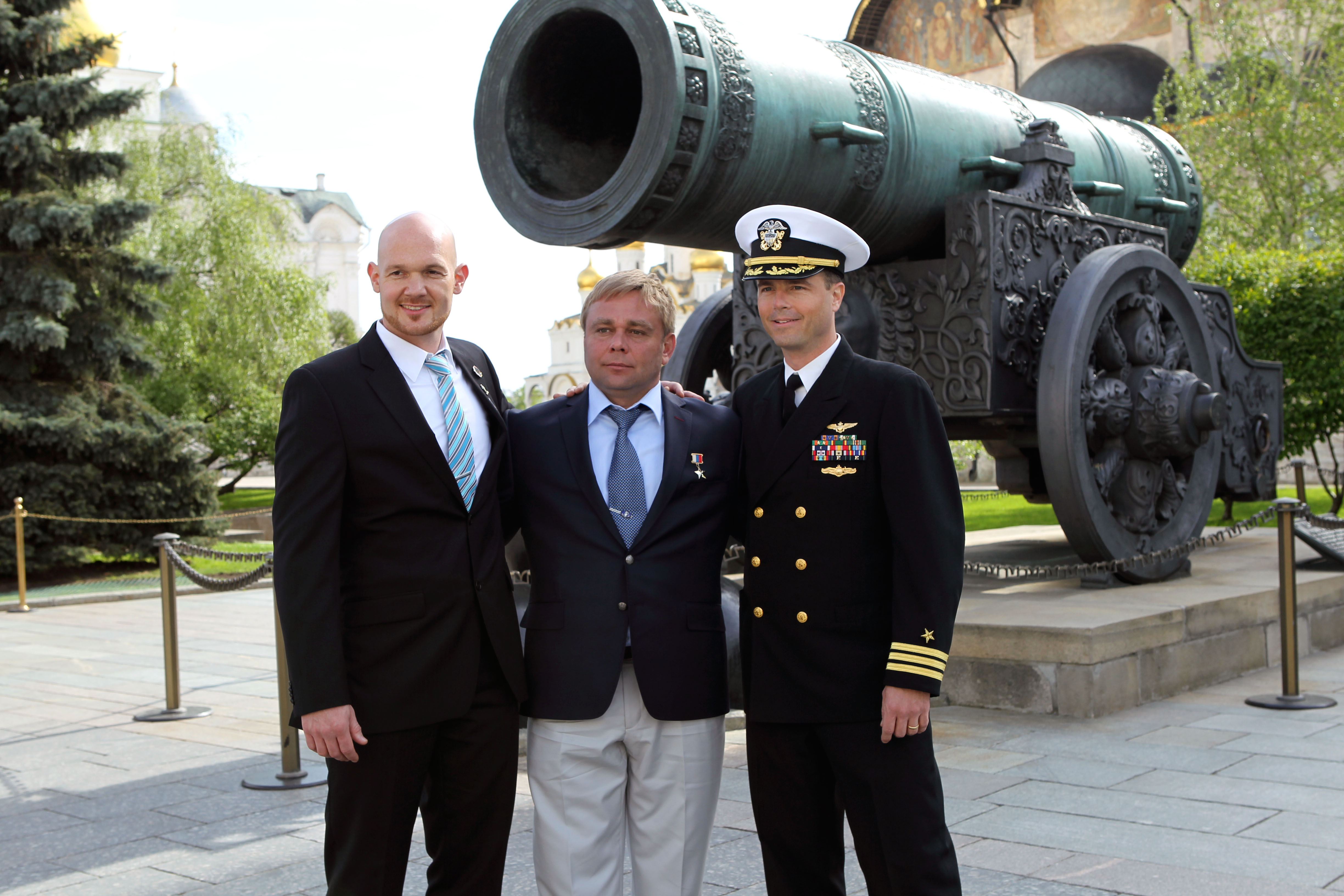
Экипаж «Союз ТМА-13М» в Кремле. Слева направо: А. Герст, М. Сураев, Г. Уайсмен

29 июня 2009 года был зачислен в отряд астронавтов в составе 20-го набора НАСА в качестве кандидата в астронавты. В июле 2011 года он закончил двухлетний курс общекосмической подготовки и получил квалификацию астронавта, и стал работать оператором голосовой связи с МКС в ЦУПе Хьюстона.
24 августа 2011 года Уайсмен был назначен бортинженером дублирующего экипажа транспортного пилотируемого корабля «Союз ТМА-11М» и основного экипажа «Союз ТМА-13М» космических экспедиций МКС-40/МКС-41. 2 апреля 2012 года приступил к прохождению тренировок. Во время подготовки к полету в ЦПК имени Ю. А. Гагарина изучал конструкции и системы транспортного пилотируемого корабля «Союз ТМА-М» и российского сегмента МКС, участвовал в тренировочных занятиях по действиям в случае посадки в различных климатогеографических зонах. В программу тренировок входили отдельные элементы медико-биологической подготовки, а также повышение качества знания русского языка, который Рид изучал с детства. С апреля 2012 года проходил подготовку в составе дублирующего экипажа МКС-38/МКС-39 в качестве бортинженера ТПК «Союз ТМА-М» и бортинженера МКС. 7 ноября 2013 года во время старта ТПК «Союз ТМА-11М» был дублером бортинженера-1 корабля.
6 мая 2014 года начал прохождение комплексных тренировок в качестве бортинженера основного экипажа МКС-40/41 вместе с командиром корабля Максимом Сураевым и бортинженером Александром Герстом. 7 мая экипаж сдал зачётную тренировку на тренажёре ТПК «Союз ТМА-М», за которую получил оценку «отлично». 8 мая 2014 года на заседании Государственной межведомственной комиссии Уайсмен был включён в состав основного экипажа. 27 мая 2014 года на Байконуре решением Государственной комиссии по проведению летных испытаний пилотируемых космических комплексов был утверждён в должности бортинженера-1 основного экипажа ТПК «Союз ТМА-13М».
3 апреля 2023 года НАСА объявило имена экипажа миссии «Artemis 2» для полёта на Луну в конце 2024 года, где Грегори Уайсмен был назван в качестве командира экипажа корабля Орион.

## Космический полёт

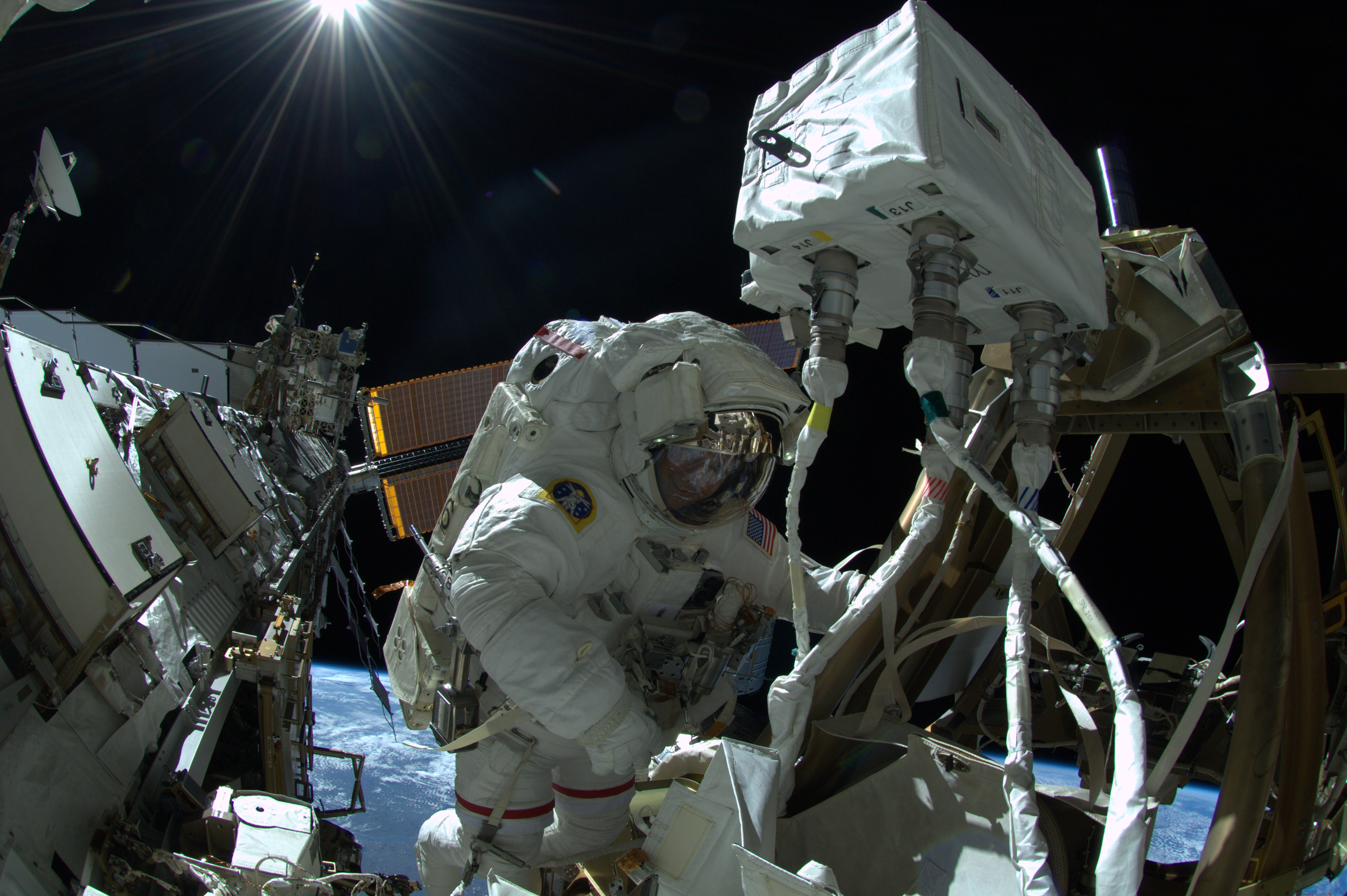
Г. Уайсмен в открытом космосе

28 мая 2014 года в 23:57 по московскому времени с космодрома Байконур бортинженер Уайсмен стартовал в составе экипажа транспортного пилотируемого корабля «Союз ТМА-13М» к МКС. 29 мая в 5:44 по московскому времени корабль пристыковался к малому исследовательскому модулю «Рассвет» российского сегмента МКС.
Во время космического полёта Уайсмен участвовал в международных научных медико-биологических экспериментах и исследованиях по программе экспедиций МКС-40/МКС-41. Совершил два выхода в открытый космос суммарной продолжительностью 12 часов 47 минут.
7 октября 2014 года Уайсмен вместе с астронавтом США Александром Герстом совершили выход в открытый космос, во время которого они поменяли насос для подачи жидкого аммиака в систему охлаждения на внешней поверхности МКС и отремонтировали освещение на телекамере, установленной на внешней поверхности орбитального комплекса. Продолжительность выхода составило 6 часов 13 минут.
15 октября 2014 года совершил второй выход в открытый космос продолжительностью 6 часов 34 минуты. Вместе с астронавтом Барри Уилмором они заменили вышедший в мае из строя стабилизатор напряжения на внешней поверхности станции, произвели работы с оборудования телесистем.
10 ноября 2014 года в 06:58 мск спускаемый аппарат транспортного пилотируемого корабля «Союз ТМА-13М» совершил посадку севернее г. Аркалык (Республика Казахстан). Посадка прошла в штатном режиме. На Землю вернулись члены экипажа длительной экспедиции МКС-40/41 в составе командира ТПК Максима Сураева, бортинженеров Грегори Уайсмена и Александра Герста.

## После полёта
В 2016 году принял участие в миссии НАСА по операциям в экстремальной окружающей среде (NEEMO 21).

## Увлечения
Уайсмен активно занимается спортом — увлекается бегом, футболом, плаванием, гольфом. В свободное время любит работать по дереву. Активный радиолюбитель с позывным KF5LKT.

## Семья
Уайсмен женат на Кэрролл Тейлор Вирджиния Бич. В семье две дочери.